# 河北温泉
河北温泉（かほくおんせん）は、山形県西村山郡河北町にある温泉地。

## 概要
河北町字真木に源泉を持つ温泉である。かつての河北温泉は共同浴場の河北荘として運営をしていたが、1999年6月にべに花温泉ひなの湯が河北荘の近くにオープンし、それに伴い移行した。国道287号沿いにある河北荘の跡地は現在河北町の老人センターとして利用されていたが現在は取り壊されている。

## 立地
べに花温泉ひなの湯は街の郊外の住宅街に立地している。近くには最上川が流れる。べに花温泉ひなの湯は日帰り入浴施設として開館し運営していたが、2010年12月20日に宿泊施設の「ひなの宿」も同じ敷地内に増設し開館したことにより、宿泊も可能となった。河北温泉の一軒宿となっている。

## 泉質
- ナトリウム-塩化物温泉

## アクセス
- 鉄道
  - JR奥羽本線さくらんぼ東根駅より車で15分。
  - JR左沢線寒河江駅より車で20分。
- 車
  - 山形自動車道東根インターチェンジより5分。
  - 山形空港より10分。

## 周辺
- 国道287号
- 道の駅河北
- 谷地橋（最上川）